# Александар Гавра
Александар (XV век - 1476) - последњи владар Кнежевине Теодоро.

## Биографија
Син кнеза Олубеја (Манојла), унук кнеза Алексија I. Био је у сродству са Палеолозима из Константинопоља и Великим Комнинима из Трапезунта. До 1472. владао је округом Кинсанус на истоку кнежевине са својом резиденцијом у тврђави Фуна.
Године 1472, заједно са сестром Маријом (?-1477), одлази у Кнежевину Молдавију, где се сестрином удајом ороди са владарем Молдавије, кнезом Стефаном III Великим (1433-1504).
Почетком 1475. Александар је добио вест о смрти свог стрица, кнеза Исака, и да је његов рођак  заузео престо кнежевине Теодоро. У мају 1475. кнез Стефан III Велики је о свом трошку опремио брод и обезбедио 300 наоружаних Молдаваца за експедицију која је имала за циљ да уклони Исаковог сина са власти и замени га на престолу кнежевине Теодоро Олубејевим (Манојловим) сином Александром. Александар је свом рођаку поставио ултиматум поткрепљујући га акредитивима угарског краља Матије Корвина (1443-1490), након чега је преузео престо кнежевине Теодоро, јуна 1475. године.
Исак се супротставио оружаном отпору Османлијама, што је значило признавање њихове моћи. То је заузврат значило да су могли да пошаљу снаге у борбу против Краљевине Угарске и Кнежевине Молдавије.
Стефан III Велики, кнез Молдавије, 20. јуна 1475. године, у свом писму угарском краљу Матији Корвину, пише: „...брат наше жене, Александар, стигао је у ту област... и трећег дана заузео своју баштину оца, односно град који се зове Мангуп, где се он сада налази“.
У јулу 1475. Доменико д'Алба Реале и његов друг Гашпар, представници краља Угарске под Стефаном III кнезом Молдавије, написали су у свом извештају: „... Војвода Стефан је послао брата своје жене, Александра, у краљевство звано Мангуп. Александар, стигавши тамо и предавши своја писма..., преузео је у потпуности то исто краљевство Мангуп".
Од септембра до децембра 1475. водио је одбрану Мангупа од Турака под вођством Гедик Ахмед-паше. Након заробљавања, кнез Александар је ухваћен и одведен у Истанбул, где је погубљен 1476. године.

## Други извор
Био је син кнеза Алексија II Гавре (1434-1444). На власт је дошао свргавањем свог стрица Исака Гавре (1471–1474) 1474. због његовог проосманског опредељења у спољној политици. Помоћ у преузимању власти добио је захваљујући кнезу Молдавије Стефану III Великом. Крајем маја 1475. турска војска и флота којом је командовао Гедик Ахмед-паша стигла је на Крим. Турци су заузели ђеновску колонију Кафу и друге италијанске поседе на Криму. Затим су пола године безуспешно опседали Мангуп, престоницу кнежевине Теодоро. Тек у децембру 1475. године опсадне трупе су успеле да се ушуњају у град, масакрирају његове становнике и униште саму кнежевину Теодоро. Кнез Александар и његова породица су ухваћени и одведени у Цариград. Тамо је кнез био посечен. Син му је насилно потурчен, а супруга и кћери предате у султанов харем.